# Azerbaidjan
Azerbaidjan (pronunție în română [azerbajˈd͡ʒan]; în azeră Azərbaycan; pronunție audioⓘ), oficial Republica Azerbaidjan (în azeră Azərbaycan Respublikası), este cea mai mare țară din Caucaz, situată între Asia și Europa. Cuvântul „Azerbaidjan” înseamnă „Țara Focurilor” în limba veche. Vecinii Azerbaidjanului sunt Rusia (mai precis Republica Daghestan) la nord, Iranul la sud, Georgia, Armenia și Turcia la vest. La est este Marea Caspică. Pe litoralul Mării Caspice se află capitala Baku. Poporul azer face parte din familia națiunilor turcice. Majoritatea populației este de religie musulmană. Azerbaidjanul, o națiune în care majoritatea populației este formată din musulmani, este o republică laică și unitară. Azerbaidjan a fost prima încercare reușită de a stabili o republică democratică și seculară în lumea musulmană. Azerbaidjanul este unul dintre membrii fondatori ai GUAM, precum și ai Organizației pentru Interzicerea Armelor Chimice, iar în septembrie 1993 a aderat la Comunitatea Statelor Independente.

## Istoria
Azerbaidjanul este unul dintre cele mai vechi state ale civilizației, fiind o țară cu o istorie străveche și bogată, pe teritoriul căreia de-a lungul secolelor s-a acumulat o bogată moștenire pentru tezaurul culturii mondiale. Descoperirea peșterii Azîh  - unul dintre primele locuri unde a trăit omul, precum și a unor obiecte din epoca de piatră, demonstrează ca Azerbaidjanul este inclus în zona unde trăiau antropoizii. Procesul de formare a triburilor în această zonă a durat din mileniul III î.Hr. până în secolul I î.Hr. Primele formațiuni politice au apărut pe teritoriul Azerbaidjanului în secolul al IX-lea î.Hr. - statul Manna, care avea un nivel ridicat de dezvoltare economică și culturală, ai cărui locuitori credeau în fenomene naturale, Soare și Lună.
La începutul secolului al VI-lea î.Hr. Manna a fost cucerită de Media și religia oficială a devenit zoroastrismul, a cărui răspândire era legată de numeroasele zăcăminte de țiței și gaze, surse naturale de foc. Un rol important în istoria străveche a Azerbaidjanului l-au jucat statele Atropatena și Albania Caucaziană. Denumirea de Atropatena, provenită de la numele conducătorului ei, Atropat, s-a transformat mai târziu în Azerbaidjan. Anume în Atropatena a început procesul de formare a națiunii azere. În secolele III-V pe teritoriul Azerbaidjanului s-a răspândit creștinismul. Odată cu apariția în Transcaucazia a bisericilor creștine, viața laică și spirituală a căpătat un nou impuls de dezvoltare. La începutul secolului al V-lea a fost alcătuit alfabetul alban, care a impulsionat dezvoltarea învățământului. Multe monumente unice  culturale ale literaturii și arhitecturii s-au păstrat până în zilele noastre.
La începutul secolului al VIII-lea Azerbaidjanul a fost cucerit de arabi și a devenit o parte a califatului arab sub denumirea vilaiat Arran. În această perioadă islamul devine principala religie a Azerbaidjanului, punând bazele unor noi tradiții și culturi. Între secolele IX-XII, se stabilesc triburi turcice, ce se amestecă cu localnicii de origine iraniană, cu arabi și albani, sinteza etnică constituind-o poporul Azer. Azerii, ca și alte națiuni care au adoptat islamul, se numeau musulmani și contribuiau la dezvoltarea culturii musulmane. În acea perioadă Azerbaidjanul a îmbogățit tezaurul culturii mondiale, dând lumii mulți savanți, poeți și arhitecți iluștri. În perioade diferite ale evului mediu, pe teritoriul Azerbaidjanului s-au evidențiat formațiunile statale Qaraqoyunlu, Agqoyunlu și statul Safevizilor. Rutele comerciale dintre Europa și Asia au făcut ca  Azerbaidjanul, care se afla la întretăierea lor, să intre în sfera de interese ale altor state. Cu toate acestea, în sec. XVIII pe teritoriul Azerbaidjanului au apărut state independente – hanate. Însă diferendele dintre Rusia, Turcia și Iran, care s-au accentuat în secolele XVIII-XIX, au transformat Azerbaidjanul într-o arenă a războaielor. În baza tratatului de la Turkmanciai (1828) Rusia și Iranul au împărțit între ele Azerbaidjanul istoric: partea de nord a revenit Rusiei, iar cea de sud Iranului. Acum, în Iran trăiesc în jur de 25-30 milioane de azeri.
După Primul Război Mondial, în anul 1918, a fost fondată Republica Democratică Azerbaidjan, devenind astfel prima republică dintre țările musulmane. A putut exista până în 1920, când a fost ocupată de armata sovietică. Azerbaidjanul și-a recâștigat independența în 1991.

### Conflictul cu Armenia
În prezent, Azerbaidjanul are un conflict militar cu Armenia, care a ocupat 20% din teritoriul Azerbaidjanului Karabahul și în urma căruia aproape 800.000 persoane au fost obligate să se refugieze, trăind până în prezent fără locuință.

## Geografie

Harta topografică a Azerbaidjanului

Azerbaidjanul este caracterizat de o varietate peisagistică impresionantă. Peste 40% din teritoriul său este ocupat de șesuri și câmpii, jumătatea cărora aflându-se la cote de 400-1500 metri deasupra nivelului mării. Teritoriile așezate la cote de peste 1500 de metri constituie puțin mai mult de 10 procente din totalul teritoriului țării. Cel mai renumit platou este Kura. Pantele munților sunt acoperite de fagi, stejari și brazi. Clima subtropicală uscată, predominantă în partea estică, respectiv centrală a Azerbaidjanului, este caracterizată de o iarnă blândă și îndelungată - patru până la cinci luni - și foarte caldă vara.
Acest mediu a fost extrem de favorabil dezvoltării economice a Azerbaidjanului din moment ce agricultura primitivă i-a făcut loc folosirii mai adecvate a solului.
Azerbaidjanul are munți foarte înalți (până la 4466 m), păduri și mare. Azerbaidjanul atrage din ce în mai mulți turiști în fiecare an.

### Clima
În Azerbaidjan se regăsesc aproape toate tipurile de climă. Când într-o parte a țării este prea cald, în altă parte poate să fie foarte frig. Clima este favorabilă pentru agricultură. Aici se cultivă diferite soiuri de pomi fructiferi.
Amplasarea Azerbaidjanului în zona climaterică care cuprinde 9 din cele 11 zone climaterice ale globului pământesc, de la subtropice până la pajiștile alpine, existența pământurilor roditoare, a multor zăcăminte naturale, o lume bogată și variată de plante și animale – toate acestea au favorizat dezvoltarea economiei și vieții culturale.

## Economie
În perioada comunistă i-a fost acordată o atenție deosebită industriei de petrol și de gaze naturale, precum și industriei de mașini și echipamente, industriei textile și celei alimentare.
În secolul al XX-lea, zăcămintele Azerbaidjanului furnizau cea mai mare parte a petrolului, necesară Imperiului Rus, respectiv fostei URSS. În prezent (anul 2009) Azerbaidjanul este un furnizor important de petrol al țărilor occidentale, de care este legat prin oleoductul BTC (Baku-Tbilisi-Ceyhan). Acesta ocolește Rusia și îi permite să livreze țiței Turciei și de acolo restului Occidentului.
Energia electrică este produsă preponderent de termocentrale. În timp ce capitala Baku este centrul principal industrial al republicii, Sumgait este cel mai mare furnizor de produse siderurgice. Industria azeră produce îngrășăminte chimice, carburanți, herbicide, uleiuri industriale, cauciucuri sintetice și plastice. Industria ușoară produce mărfuri din bumbac și lână, încălțăminte și alte articole de larg consum.

Deși suprafața cultivabilă a Azerbaidjanului nu depășește o cincime din teritoriul său, produsele asigurate sunt semnificative. Azerbaidjanul este un lider în producția bumbacului, tutunului, strugurilor și a ceaiurilor la nivel regional. Dat fiind că fluviile navigabile sunt puține, Azerbaidjanul a dezvoltat cu precădere transportul feroviar și cel automobilistic.

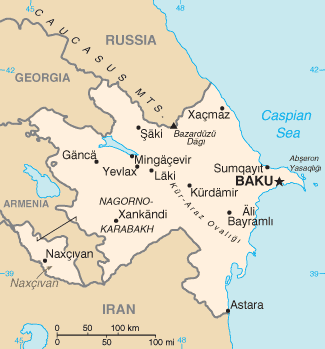
Harta Azerbaidjanului

Atât câmpiile, cât și dealurile molcome, în general sunt bine udate și adecvate culturilor, cele mai importante în antichitate fiind cerealele și viile. Luncile mănoase sunt ideale pentru pășunat. Alte resurse importante sunt codrii montani, pare-se cândva foarte bogați în pomi, ceea ce o mărturisește construirea caselor din lemn. Piatra, de asemenea, a fost folosită tăiată în blocuri pătrate. Agricultura, resursele naturale și un comerț care cu timpul a devenit extrem de activ, au influențat decisiv civilizația azeră.
Azerbaidjanul are resurse naturale bogate de petrol, gaze naturale, aur, aluminiu etc. Printre produsele marine preferate de toți putem enumera caviarul și diferite soiuri de pești, preparate după rețete tradiționale.

### Moneda
Manatul azer este unitatea monetară oficială a Azerbaidjanului, (1 manat azer = 100 qəpik).
Cuvântul azer manat este împrumutat din limba rusă: монета, pronunțat: [man'eta], care semnifică „monedă metalică”, „mărunțiș”. La rândul său, cuvântul rusesc монета a fost împrumutat din limba latină: moneta „monedă”, eventual prin intermediarul din italiană moneta.
„Manat” era, în epoca sovietică, denumirea rublei sovietice în limbile azeră și turkmenă.
Grafica actualelor monede metalice și bancnote care circulă în Azerbaidjan a fost creată de către austriacul Robert Kalina, unul dintre desenatorii euro.

## Limba
Limba vorbită este limba azeră, foarte apropiată de limba turcă din Anatolia, iar alfabetul este latin, cu unele litere adaptate vocabularului specific.

## Sport
Cele mai populare sporturi din Azerbaidjan sunt fotbalul și șahul.

## Azerbaidjanul de Sud
Azerbaidjanul de Sud (în azeră Cənubi Azərbaycan sau Güney Azərbaycan) sau Azerbaidjanul iranian (în azeră İran Azərbaycanı) este zona care face parte din Azerbaidjanul istoric.
Mulți dintre azeri trăiesc în afara hotarelor Azerbaidjanului de astăzi. Printre aceștia se pot menționa Azerii din Armenia, Azerii din Derbent și Azerii din Georgia.

## Azerbaidjanul istoric
Fiind teritoriul formării etniei azere, Azerbaidjanul istoric este situat între Munții Caucaz în nord, regiunea Hamadan (Iranul central) în sud, din lacurile "Göyçə" (Sevan) și Urmia în vest până la Marea Caspică în est.
În acest spațiu intră ținuturile istorice Aran, Șirvan etc. Conform tratatelor de pace Gulustan ("Gülüstan") din 1813 și Turkmenciai ("Türkmənçay") din 1828, încheiate între Imperiul Rus și Iran, ca urmare războaielor ruso-iraniene (din 1806-1813 și din 1826-1828), teritoriul Azerbaidjanului istoric a fost împărțit în 2 părți. Începând cu data respectivă au apărut noțiunile geografice precum "Azerbaidjanul de Nord" (Azerbaidjanul actual) și "Azerbaidjanul de Sud". Poporul azer s-a format ca rezultatul fuziunii popoarelor așezate pe acest spațiul extins încă din vremurile cele mai vechi (manneni, medieni, sciți, albani) cu etniile turcice care s-au deplasat aici periodic (huni, hazari, sabiri, kipceaci, оghuzi). Nucleul etniei azere este format de un popor turcic - oghuzi.

## Patrimoniul mondial UNESCO
Pe lista patrimoniului mondial UNESCO sunt incluse următoarele obiective din Azerbaidjan (în stânga: anul preluării bunului / locului pe Lista UNESCO):
- 2000 Partea fortificată a orașului Baku cu Palatul Șirvanșahilor și Turnul Fecioarei
- 2007 Peisajul cultural cu picturi rupestre din Gobustan